# Ständigkeit
Ständigkeit bezeichnet in der Chemie die Stellung zweier funktionellen Gruppen zueinander innerhalb einer organischen Verbindung. 
Hierbei bedeuten
- α-ständig oder α-Stellung: die funktionellen Gruppen sitzen am gleichen Kohlenstoffatom (geminal). Beispiele sind α-Hydroxycarbonsäuren oder α-Aminosäuren.

- β-ständig oder β-Stellung: die funktionellen Gruppen sitzen an zwei benachbarten Kohlenstoffatomen (vicinal). Beispiele sind β-Alanin, β-Oxocarbonsäuren, wie β-Oxobutansäure (Acetessigsäure).

- γ-ständig oder γ-Stellung: die funktionellen Gruppen sitzen an Kohlenstoffatomen, die durch ein weiteres Kohlenstoffatom getrennt sind. Beispiele sind etwa γ-Diketone oder γ-Hydroxybuttersäure (nach IUPAC: 4-Hydroxybutansäure).

- δ-ständig oder δ-Stellung: die beiden funktionellen Gruppen sitzen an Kohlenstoffatomen, die durch zwei weitere Kohlenstoffatome getrennt sind. Beispiele sind etwa die δ-Lactone und δ-Thiolactone.

- ε-ständig oder ε-Stellung: die beiden funktionellen Gruppen sitzen an Kohlenstoffatomen, die durch drei weitere Kohlenstoffatome getrennt sind. Beispiele sind etwa die ε-Caprolacton oder ε-Caprolactam.[1]

Besondere, nichtsystematische Bedeutung hat die Bezeichnung ω-ständig, für den maximal möglichen Abstand zweier funktioneller Gruppen in einem gegebenen Molekül. Bei ungesättigten Fettsäuren wird das letzte Kohlenstoffatom als ω-ständig bezeichnet, siehe Nomenklatur der ungesättigten Fettsäuren.
Die hier zur Angabe der relativen Stellung von funktionellen Gruppen verwendeten griechischen Buchstaben haben also eine andere Bedeutung als die zur Kennzeichnung stereochemischer Konfigurationen von Kohlenhydraten gebräuchlichen Deskriptoren „α-“ und „β-“ oder die im Rahmen der Steroid-Nomenklatur genutzten Deskriptoren α- und β- zur Beschreibung der beiden Halbräume oberhalb und unterhalb der Ringebene.

## Ortho,meta,parabei Benzolderivaten
Bei  Benzol-Derivaten wird die relative Stellung zweier Substituenten durch die Vorsilben  ortho, meta und para oder kurz „o-“, „m-“ und „p-“ beschrieben:
- ortho-ständig (entspricht β-ständig) bezeichnet die Stellung an zwei benachbarten Ringatomen, siehe etwa Phthalsäure (ortho-Benzoldicarbonsäure). In der IUPAC-Nomenklatur entspricht das einer 1,2-Substitution.
- meta-ständig (entspricht γ-ständig) bezeichnet die Stellung an zwei Ringatomen, die durch ein weiteres Atom getrennt sind, etwa bei Resorcin (meta-Dihydroxybenzol). Ein solches Substitutionsmuster wird in der IUPAC-Nomenklatur 1,3-Substitution genannt.
- para-ständig (entspricht δ-ständig) bezeichnet die Stellung an zwei Ringatomen, die durch zwei weitere Atome getrennt sind und sich damit am sechsgliedrigen Benzolring genau gegenüberstehen. Beispiele sind das Hydrochinon (para-Dihydroxybenzol) oder die Terephthalsäure (para-Benzoldicarbonsäure). Dieses Substitutionsmuster wird in der IUPAC-Nomenklatur 1,4-Substitution genannt.